# 横浜商科短期大学
横浜商科短期大学（よこはましょうかたんきだいがく）は、神奈川県横浜市鶴見区東寺尾町703に本部を置いていた日本の私立大学である。1966年に設置され、1969年に廃止された。詳細は後述する。

## 概要

### 大学全体
- 学校法人吉沢学園により1966年に設置された日本の私立短期大学[2]。設置学科は商科のみ[3]で入学定員は150名[4]。横浜市鶴見区において開学した[5]。
- しかし予て設置計画のあった横浜商科大学が開学したことにより、結局は短期大学が開学した翌年の入学生を最後[注 2]に、1969年3月31日をもって僅か3年で短期大学としての使命を終えた。

### 建学の精神（校訓・理念・学是）
- 横浜商科短期大学における建学の精神：「安んじて事を託さるる人となれ」

### 教育および研究
- 経済史、金融論、経営学、簿記概論、簿記実習など商業系の科目が主だったことがうかがえる[6][7]。

## 沿革
- 1941年 横浜第一商業学校が創設される。
- 1966年
  - 1月25日 この日をもって短期大学の設置が認可される[8]。
  - 4月1日 この日をもって横浜商科短期大学が以下の内容で開学。
    - 商科 入学定員 150名 学生数 男66・女17[9]
- 1967年 この年度をもって学生受入れ終了[注 3][注 4]。学生総定員 300に対し学生数 男187、女35[10]
- 1968年 学生募集停止[11][12][13]により総定員150に減員。学生数 男117、女17[14]
- 1969年 3月31日を以て短期大学としての使命を終える [15][注 5]。

## 基礎データ

### 所在地
- 神奈川県横浜市鶴見区東寺尾町703[16]

## 教育および研究

### 組織

#### 学科
- 商科[17]：入学定員150名[18]

#### 専攻科
- なし

#### 別科
- なし

## 対外関係

### 系列校
- 横浜商科大学高等学校（短大が運営されていた当時は、「横浜第一商業高等学校」となっていた）